# Hubert Walter
Hubert Walter (h. 1160-13 de julio de 1205) fue un influyente consejero real inglés de los siglos XII y XIII en las posiciones de jefe justiciar de Inglaterra, el arzobispo de Canterbury y lord canciller. Como canciller, Walter comenzó la idea de la Carta rollo, un registro de todas las cartas emitidas por la cancillería. Walter no se destacó por su santidad en la vida o aprendizaje, pero los historiadores lo han juzgado como uno de los ministros del gobierno más destacados en la historia Inglesa .
Walter debía su ascenso temprano a su tío Ranulf de Glanvill , que le ayudó a convertirse en un empleado del Ministerio de Hacienda . Walter sirvió al rey Enrique II de Inglaterra en muchos aspectos, no sólo en la administración financiera, sino que también en los esfuerzos diplomáticos y judiciales. Después de una infructuosa candidatura a la sede de York , Walter fue elegido obispo de Salisbury poco después de la adhesión del hijo de Enrique Ricardo I al trono de Inglaterra.
Walter acompañó a Ricardo en la Tercera Cruzada y fue uno de los principales involucrados en el rescate de Ricardo después de que el rey fuera capturado en Alemania a su regreso de Tierra Santa. Como recompensa por su servicio fiel, Walter fue seleccionado para convertirse en arzobispo de Canterbury en 1193. También se desempeñó como Justicia mayor de Ricardo hasta 1198, en el que fue el responsable de recaudar el dinero necesario para permitir a Ricardo sus guerras en Francia. Walter establece un sistema que fue el precursor de los modernos jueces de paz , basada en la selección de cuatro caballeros de cada cien como administradores de justicia. También revivió una disputa de su predecesor sobre el establecimiento de una iglesia rival en Canterbury, que sólo se resolvió cuando el Papa le ordenó abandonar el plan. Después de la muerte de Ricardo en 1199, Walter ayudó a asegurar la elevación del hermano de Ricardo, Juan, al trono. Walter también se desempeñó como diplomático de Juan, llevando a cabo varias misiones a Francia.

## Juventud
Hubert Walter era el hijo de Walter Hervey y su esposa Maud de Valoignes, una de las hijas (y co-herederas) de Theobald de Valoignes, que era señor de Parham en Suffolk. Walter era uno de seis hijos. El hermano mayor, Theobald Walter, y Walter mismo, fueron ayudados en su carrera por su tío, Ranulf de Glanvill. Glanvill era el justiciar principal para Enrique II; Y se casó con la hermana de Maud de Valoignes, Bertha. El padre de Walter y su abuelo paterno tenían tierras en Suffolk y Norfolk, que fueron heredadas por Theobald. Un hermano menor, Osbert, se convirtió en una justicia real y murió en 1206. Roger, Hamo (o Hamon) y Bartholomew sólo aparecen como testigos de cartas.
La familia de Walter era de West Dereham en Norfolk, donde probablemente nació Walter. Walter aparece por primera vez en la casa de Glanvill en una carta que se ha fechado a 1178, aunque como es sin fecha puede haber sido escrito hasta 1180. Su hermano Theobald también sirvió en la casa de su tío. La gratitud de Walter hacia su tía y tío se muestra en la carta de la fundación del monasterio de Walter en Dereham, donde pide a la fundación para orar por las "almas de Ranulf Glanvill y Bertha su esposa, que nos alimentó". Historiadores anteriores afirmaron que Walter estudió derecho en Bolonia, basado en su nombre apareciendo en una lista de los que se conmemoran en un monasterio de Bolonia en el que los estudiantes ingleses alojados. Los historiadores modernos han descontado esto, pues la lista también incluye a benefactores, no apenas a estudiantes; Otras pruebas apuntan al hecho de que Walter tenía un pobre dominio del latín y no se consideraba un hombre culto. Sin embargo, esto no significaba que él era analfabeto, simplemente que él no era "libro-aprendido", o educado en una universidad. Su contemporáneo, el escritor medieval Gérald de Gales dijo de Walter que el Tesoro era su escuela.

## Primeras tareas

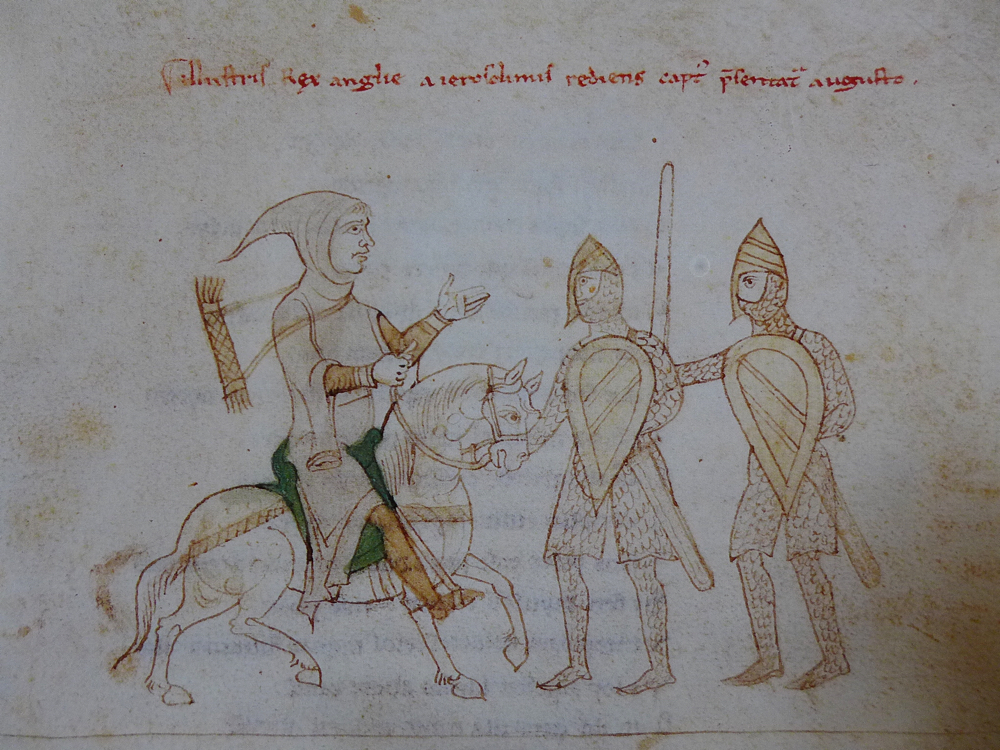
The capture of King Richard I from the Chronicle of Petrus de Ebulo, 1197

Por 1184-1185 Walter tenía una posición como barón de la tesorería. El rey lo empleó en varias tareas, incluso como un negociador, un juez, y como un secretario real. Fue nombrado decano de York por orden del rey Enrique II alrededor de julio de 1186. El arzobispado había estado vacante desde 1181 y lo seguiría hasta 1189, por lo que era el trabajo de Walter como decano para administrar el arzobispado de York. El cronista medieval Gervase de Cantorbery dijo que durante el reinado de Enrique II, Walter "gobernó Inglaterra porque Glanvill buscó su consejo". Walter era también un candidato fracasado para hacerse arzobispo de York. Los documentos también muestran que Walter fue activo en la administración de la diócesis de York.
Al mismo tiempo que administraba York, Walter fundó una casa Premonstratense de canónigos en una propiedad comprada en West Dereham, Norfolk en 1188. Su tío y otros miembros de la familia habían favorecido la orden Premonstratense, y este monasterio se situó cerca de las tierras de la familia en Norfolk.